# Cabo Penck
O cabo Penck é um promontório coberto de gelo na zona da barreira de gelo do Oeste a cerca de 54 km a oeste-noroeste do monte Gauss, separando a costa de Leopoldo e Astrid da Terra de Guilherme II, na Antártida. 
Foi explorado e levantado pela Western Base Party da Expedição Antártica Australasiática de 1911-14, sob comando de Douglas Mawson, e nomeado em homenagem a Albrecht Penck, um destacado geógrafo alemão.